# 奥泰萨
奥泰萨（西班牙語：Oteiza）是西班牙纳瓦拉的一个市镇。总面积48平方公里，总人口916人（2001年），人口密度19人/平方公里。